# Arcade Archives
Arcade Archives (アーケードアーカイブス Ākēdo Ākaibusu?) es una serie de videojuegos de arcade de los años 1980 a 1990 para las consolas Sony PlayStation 4, Microsoft Xbox One, y Windows 10, publicados por la Hamster Corporation. El emulador para todos los juegos es desarrollado por Nippon Ichi Software. Existe también una subserie llamada de ACA Neo Geo (アケアカNEOGEO Akeaka Neo Jio?), que está centrada en relanzar títulos Neo Geo, en su forma original de arcade (MVS), al contrario de muchos servicios que intentan emular las versiones domésticas (AES) de consola.
También ha sido anunciado que el servicio está planificando lanzar un juego de Nintendo Switch vía la Nintendo eShop. Según un anuncio oficial de Hámster, presentará The King of Fighters '98 como título lanzado para el servicio, así como su línea inicial: Waku Waku 7, Shock Troopers, World Heroes Perfect y Metal Slug 3. En la Nintendo eShop, nuevos títulos de Consola Virtual serán lanzados cada semana. De momento, sólo los títulos Neo-Geo están anunciados.
Arcade Archives  reproduce fielmente los juegos clásicos de arcade para la PS4. También es compatible con las características del sistema PS4. Los jugadores pueden compartir imágenes y vídeo con la función de compartir y competir con otros en la puntuación para la clasificación en línea.

## Juegos
| Título inglés                  | Título japonés                | Editor       | Originalrelease | Japón                    | América del Norte        | Europa                   | Asia                     |
| ------------------------------ | ----------------------------- | ------------ | --------------- | ------------------------ | ------------------------ | ------------------------ | ------------------------ |
| 64th Street: A Detective Story | 64番街 A DETECTIVE STORY      | Jaleco       | 1991            | 29 de octubre de 2020    | 29 de octubre de 2020    | 29 de octubre de 2020    | 29 de octubre de 2020    |
| A-Jax                          | A-JAX                         | Konami       | 1987            | 19 de marzo de 2015      | 8 de septiembre de 2015  | 20 de octubre de 2015    | 18 de junio de 2015      |
| Ark Area                       | アークエリア                  | UPL          | 1987            | 19 de enero de 2017      | TBA                      | TBA                      | 19 de enero de 2017      |
| Armed F                        | アームドF                     | Nichibutsu   | 1988            | 27 de mayo de 2016       | 27 de mayo de 2016       | TBA                      | 27 de mayo de 2016       |
| Atomic Robo-Kid                | アトミック・ロボキッド        | UPL          | 1988            | 29 de septiembre de 2016 | TBA                      | TBA                      | 30 de septiembre de 2016 |
| Bomb Jack                      | ボンジャック                  | Tecmo        | 1984            | 19 de junio de 2014      | 18 de agosto de 2015     | TBA                      | TBA                      |
| Bubble Bobble                  | バブルボブル                  | Taito        | 1986            | 29 de enero de 2016      | 15 de marzo de 2016      | 1 de abril de 2016       | 14 de junio de 2016      |
| Butasan                        | ぶたさん                      | Jaleco       | 1987            | 12 de marzo de 2015      | 14 de julio de 2015      | 6 de octubre de 2015     | TBA                      |
| City Connection                | シティコネクション            | Jaleco       | 1985            | 2 de octubre de 2014     | 5 de mayo de 2015        | 8 de septiembre de 2015  | TBA                      |
| Contra                         | 魂斗羅                        | Konami       | 1987            | 10 de agosto de 2016     | 27 de septiembre de 2016 | 15 de noviembre de 2016  | 10 de agosto de 2016     |
| Cosmo Policía Galivan          | コスモポリス ギャリバン       | Nichibutsu   | 1985            | 9 de abril de 2015       | 20 de octubre de 2015    | 9 de febrero de 2016     | 6 de agosto de 2015      |
| Crazy Climber                  | クレイジー・クライマー        | Nichibutsu   | 1980            | 15 de mayo de 2014       | 26 de mayo de 2015       | 19 de junio de 2015      | 14 de mayo de 2015       |
| Crazy Climber 2                | クレイジー・クライマー２      | Nichibutsu   | 1989            | 26 de febrero de 2015    | 15 de octubre de 2015    | 19 de enero de 2016      | 30 de julio de 2015      |
| Darius                         | ダライアス                    | Taito        | 1986            | 26 de agosto de 2016     | TBA                      | TBA                      | 26 de agosto de 2016     |
| Detana!! TwinBee               | 出たな!! ツインビー           | Konami       | 1991            | 16 de enero de 2020      | 16 de enero de 2020      | 16 de enero de 2020      | 16 de enero de 2020      |
| Double Dragon                  | ダブルドラゴン                | Technos      | 1987            | 27 de noviembre de 2014  | 12 de mayo de 2015       | 14 de julio de 2015      | 21 de mayo de 2015       |
| Double Dragon II The Revenge   | ダブルドラゴンII ザ・リベンジ | Technos      | 1989            | 26 de febrero de 2016    | 26 de febrero de 2016    | 26 de febrero de 2016    | 26 de febrero de 2016    |
| Elevator Action                | エレベーターアクション        | Taito        | 1983            | TBA                      | TBA                      | TBA                      | TBA                      |
| Exerion                        | エクセリオン                  | Jaleco       | 1983            | 23 de octubre de 2014    | 7 de julio de 2015       | 22 de julio de 2015      | TBA                      |
| Flak Attack                    | フラックアタック              | Konami       | 1987            | 25 de marzo de 2016      | 26 de julio de 2016      | 26 de julio de 2016      | 25 de marzo de 2016      |
| Front Line                     | フロントライン                | Taito        | 1983            | TBA                      | TBA                      | TBA                      | TBA                      |
| Gradius                        | グラディウス                  | Konami       | 1985            | 29 de enero de 2015      | 9 de junio de 2015       | 23 de junio de 2015      | 21 de mayo de 2015       |
| Gradius II                     | グラディウスII -GOFERの野望-  | Konami       | 1988            | 22 de abril de 2016      | 15 de julio de 2016      | 23 de agosto de 2016     | 22 de abril de 2016      |
| Haunted Castle                 | 悪魔城ドラキュラ              | Konami       | 1988            | 1 de diciembre de 2016   | TBA                      | TBA                      | 1 de diciembre de 2016   |
| Ikki                           | いっき                        | Sunsoft      | 1985            | 22 de mayo de 2015       | 3 de noviembre de 2015   | 12 de abril de 2016      | 12 de agosto de 2015     |
| Karate Champ                   | 空手道                        | Este de dato | 1984            | 9 de octubre de 2014     | 29 de septiembre de 2015 | 28 de julio de 2015      | 2 de julio de 2015       |
| Kid's Horehore Daisakusen      | キッドのホレホレ大作戦        | Nichibutsu   | 1987            | 12 de febrero de 2016    | 26 de abril de 2016      | 30 de agosto de 2016     | 12 de febrero de 2016    |
| KiKi KaiKai                    | 奇々怪界                      | Taito        | 1986            | 15 de julio de 2016      | 14 de septiembre de 2016 | TBA                      | 15 de julio de 2016      |
| The Legend of Kage             | 影の伝説                      | Taito        | 1985            | 2 de octubre de 2015     | 1 de diciembre de 2015   | 16 de febrero de 2016    | 8 de abril de 2016       |
| MagMax                         | マグマックス                  | Nichibutsu   | 1985            | 2 de abril de 2015       | 21 de julio de 2015      | 2 de diciembre de 2015   | 5 de junio de 2015       |
| Mat Mania Exciting Hour        | エキサイティングアワー        | Technos      | 1985            | 12 de junio de 2014      | 24 de marzo de 2015      | 24 de agosto de 2015     | 21 de mayo de 2015       |
| Moon Cresta                    | ムーンクレスタ                | Nichibutsu   | 1980            | 26 de agosto de 2014     | 29 de mayo de 2015       | 29 de septiembre de 2015 | 12 de junio de 2015      |
| Mr. Goemon                     | Señor五右衛門                 | Konami       | 1986            | 25 de diciembre de 2014  | 22 de septiembre de 2015 | 27 de octubre de 2015    | 28 de mayo de 2015       |
| Mutant Night                   | ミュータントナイト            | UPL          | 1987            | TBA                      | TBA                      | TBA                      | TBA                      |
| Ninja-Kid                      | 忍者くん 魔城の冒険           | UPL          | 1984            | 15 de mayo de 2014       | 26 de mayo de 2015       | 7 de julio de 2015       | 14 de mayo de 2015       |
| Ninja-Kid II                   | 忍者くん 阿修羅ノ章           | UPL          | 1987            | 5 de junio de 2015       | 27 de octubre de 2015    | 26 de enero de 2016      | 3 de septiembre de 2015  |
| The Ninja Warriors             | ニンジャウォーリアーズ        | Taito        | 1987            | TBA                      | TBA                      | TBA                      | TBA                      |
| Nova 2001                      | NOVA2001                      | UPL          | 1983            | 25 de septiembre de 2014 | 16 de junio de 2015      | 3 de noviembre de 2015   | 25 de junio de 2015      |
| Raiders5                       | レイダース5                   | UPL          | 1985            | 18 de diciembre de 2014  | 23 de junio de 2015      | TBA                      | 16 de julio de 2015      |
| Renegade[n 1]                  | レネゲード                    | Technos      | 1986            | 24 de julio de 2014      | 2 de junio de 2015       | 30 de junio de 2015      | 28 de mayo de 2015       |
| Rygar                          | アルゴスの戦士                | Tecmo        | 1986            | 15 de mayo de 2014       | 19 de agosto de 2014     | TBA                      | TBA                      |
| Salamander                     | 沙羅曼蛇                      | Konami       | 1986            | 27 de noviembre de 2015  | 29 de marzo de 2016      | 26 de abril de 2016      | 23 de febrero de 2016    |
| Scramble                       | スクランブル                  | Konami       | 1981            | 25 de diciembre de 2014  | 30 de junio de 2015      | TBA                      | 9 de julio de 2015       |
| Shanghai III                   | 上海III                       | Sunsoft      | 1993            | 3 de julio de 2015       | 24 de noviembre de 2015  | 2 de junio de 2016       | 10 de septiembre de 2015 |
| Shusse Ozumo                   | 出世大相撲                    | Technos      | 1984            | 22 de enero de 2015      | 30 de septiembre de 2015 | 19 de julio de 2016      | 24 de julio de 2015      |
| Soldier Girl Amazon            | 聖戦士アマテラス              | Nichibutsu   | 1986            | 11 de marzo de 2016      | 9 de agosto de 2016      | 20 de septiembre de 2016 | 11 de marzo de 2016      |
| Solomon's Key                  | ソロモンの鍵                  | Tecmo        | 1986            | 4 de septiembre de 2014  | 15 de septiembre de 2015 | TBA                      | TBA                      |
| Star Force                     | スターフォース                | Tecmo        | 1984            | 4 de septiembre de 2015  | TBA                      | TBA                      | TBA                      |
| Super Cobra                    | スーパーコブラ                | Konami       | 1981            | 15 de octubre de 2020    | 15 de octubre de 2020    | 15 de octubre de 2020    | 15 de octubre de 2020    |
| Super Dodge Ball               | 熱血高校ドッジボール部        | Technos      | 1987            | 31 de julio de 2015      | 10 de noviembre de 2015  | 12 de enero de 2016      | 18 de marzo de 2016      |
| Terra Cresta                   | テラクレスタ                  | Nichibutsu   | 1985            | 20 de noviembre de 2014  | 19 de mayo de 2015       | 15 de septiembre de 2015 | 14 de mayo de 2015       |
| Terra Force                    | テラフォース                  | Nichibutsu   | 1987            | 17 de noviembre de 2016  | TBA                      | TBA                      | 17 de noviembre de 2016  |
| Thunder Cross                  | サンダークロス                | Konami       | 1988            | TBA                      | TBA                      | TBA                      | TBA                      |
| TwinBee                        | ツインビー                    | Konami       | 1985            | 25 de diciembre de 2015  | 26 de febrero de 2016    | 10 de mayo de 2016       | 10 de mayo de 2016       |
| Wonder Boy                     | ワンダーボーイ                | Escapada     | 1986            | 10 de julio de 2014      | TBA                      | TBA                      | TBA                      |
| Wonder Boy in Monster Land     | モンスターランド              | Escapada     | 1987            | TBA                      | TBA                      | TBA                      | TBA                      |

### ACA Neo Geo
| Título inglés                | Título japonés                    | Editor | Originalrelease | Japón                   | América del Norte       | Europa                  | Asia                    |
| ---------------------------- | --------------------------------- | ------ | --------------- | ----------------------- | ----------------------- | ----------------------- | ----------------------- |
| Alpha Mission II             | ASOII 〜ラストガーディアン〜      | SNK    | 1991            | 26 de diciembre de 2016 | 10 de enero de 2017     | 18 de enero de 2017     | 26 de diciembre de 2016 |
| Fatal Fury: King of Fighters | 餓狼伝説 ～宿命の闘い～           | SNK    | 1991            | 15 de diciembre de 2016 | 12 de enero de 2017     | 4 de enero de 2017      | 15 de diciembre de 2016 |
| The King of Fighters '94     | ザ・キング・オブ・ファイターズ'94 | SNK    | 1994            | 27 de octubre de 2016   | 27 de octubre de 2016   | 27 de octubre de 2016   | 27 de octubre de 2016   |
| Metal Slug                   | メタルスラッグ                    | SNK    | 1996            | 24 de noviembre de 2016 | 28 de noviembre de 2016 | 24 de noviembre de 2016 | 24 de noviembre de 2016 |
| NAM-1975                     | NAM-1975                          | SNK    | 1990            | TBA                     | TBA                     | TBA                     | TBA                     |
| Neo Turf Masters             | ビッグトーナメントゴルフ          | SNK    | 1996            | TBA                     | TBA                     | TBA                     | TBA                     |
| Samurai Shodown              | サムライスピリッツ                | SNK    | 1993            | 8 de diciembre de 2016  | 9 de diciembre de 2016  | 8 de diciembre de 2016  | 8 de diciembre de 2016  |
| World Heroes                 | ワールドヒーローズ                | SNK    | 1992            | TBA                     | TBA                     | TBA                     | TBA                     |

### Citas
1. ↑  «Un videojuego es una aplicación interactiva dirigida al entretenimiento que, mediante el usos de ciertos controles, permite simular experiencias en la pantalla de algun dispositivo electrónico.». Consultado el 30 de abril de 2024.
2. ↑  http://www.giantbomb.com/forums/arcade-archives-654072/arcade-archives-comes-to-xbox-one-and-windows-10-1803986/
3. ↑  «Copia archivada». Archivado desde el original el 28 de febrero de 2017. Consultado el 17 de febrero de 2017.
4. ↑  http://www.4gamer.net/games/999/G999903/20170113118/
5. ↑  Nemesis Version E - Original board vs.
6. ↑  Arcade Archives official website
7. ↑  過去のタイトーのアーケードタイトルが“アーケードアーカイブス”で配信決定！
8. ↑  «ACA Neo Geo titles».
9. ↑  Muto, Taeko. «The King of Fighters ’94 Hits PS4 October 27, More Classics Inbound». PlayStation Blog. Consultado el 27 de octubre de 2016.